# Bernard (cratera)
A cratera Bernard é uma extensa cratera no quadrângulo de Memnonia em Marte, localizada a 23.6° latitude sul e 154.3° longitude oeste.  Ela possui 131.0 km de diâmetro e recebeu o nome de P. Bernard, um cientista pesquisador da atmosfera feancês. O leito da cratera contém rachaduras enormes. Uma possível causa seria a erosão. 